# عقد 140
عقد 140 هو عقد امتد بين 1 يناير 140 و31 ديسمبر 149 بحسب التقويم الميلادي. سبقه عقد 130 ولحقه عقد 150.

## مواليد
- سيبتيموس سيفيروس (146)
- الإمبراطور تشواي (149)
- الإمبراطور تشونغ من هان (143)
- أثينايس (143)
- بابنيان (142)

## وفيات
- الإمبراطور شون من هان (144)
- فيلو الجبيلي (141)
- أومانيوس (143)
- الإمبراطور تشونغ من هان (145)
- كانيشكا (144)
- إيجينوس (142)
- الإمبراطور تشي من هان (146)

## كتب
- Yves Denis Papin (1998). Chronologie de l'histoire ancienne. Lieu de publication non identifié: Éditions Jean-paul Gisserot. ISBN:2-87747-346-5. OCLC:40746926. مؤرشف من الأصل في 2022-03-16.
- موسوعة حضارة العالم (2002) لأحمد محمد عوف.

## روابط خارجية
- تصفح سنة بسنة عقد 140 على موقع onthisday.com
- تصفح سنة بسنة عقد 140 ابتداءً من سنة عقد 140 على موقع المكتبة الوطنية الفرنسية